# Campeonato Argentino Juvenil M17 2022
El Campeonato Argentino Juvenil M17 de 2022 fue un torneo para los seleccionados juveniles de las uniones regionales afiliadas a la Unión Argentina de Rugby. Las primeras dos divisiones del torneo, la Zona Campeonato y la Zona Ascenso, se llevaron a cabo entre el 13 y 19 de noviembre de 2022 en Mar del Plata, Provincia de Buenos Aires. La tercera división del torneo, el Campeonato Argentino Select 12, se disputó el 28 y 30 de octubre del mismo año en Villa Carlos Paz, Provincia de Córdoba.
Tras la disputa del Campeonato Argentino Juvenil M18 en marzo de 2022, la Unión Argentina de Rugby organizó un segundo torneo en el mismo año con el objetivo de bajar la categoría de menores de 18 años a menores de 17. Además, se restablecieron los ascensos y descensos, que habían sido suspendidos desde el Campeonato Argentino Juvenil 2019. Sin embargo, debido a la transición durante esta temporada, el torneo volvió a disputarse bajo un formato reducido: tres partidos por equipo; a eliminación directa; y en una sede única. La sede elegida fue la ciudad de Mar del Plata, disputando los partidos en las instalaciones de San Ignacio Rugby.
La Unión de Rugby de Cuyo se quedó con el campeonato tras derrotar 26-12 en la final a la Unión de Rugby de Buenos Aires, consiguiendo así el segundo título nacional para las Llamitas y el primero en 17 años, tras la obtención del torneo en 2005. El conjunto mendocino derrotó a los tres últimos campeones del torneo en su camino al título: Tucumán en cuartos (campeón en 2018), Córdoba en semifinales (2022) y Buenos Aires en la final (2019 y 2021).

## Equipos participantes
Participaron de esta edición veintiocho equipos: ocho en la Zona Campeonato, ocho en la Zona Ascenso y doce en la Zona Desarrollo (Select 12). 
| División                               | Equipo              | Unión                                                |
| -------------------------------------- | ------------------- | ---------------------------------------------------- |
| Zona Campeonato 8 equipos              | Buenos Aires        | Unión de Rugby de Buenos Aires                       |
| Zona Campeonato 8 equipos              | Córdoba             | Unión Cordobesa de Rugby                             |
| Zona Campeonato 8 equipos              | Cuyo                | Unión de Rugby de Cuyo                               |
| Zona Campeonato 8 equipos              | Rosario             | Unión de Rugby de Rosario                            |
| Zona Campeonato 8 equipos              | Salta               | Unión de Rugby de Salta                              |
| Zona Campeonato 8 equipos              | Santa Fe            | Unión Santafesina de Rugby                           |
| Zona Campeonato 8 equipos              | Tucumán             | Unión de Rugby de Tucumán                            |
| Zona Campeonato 8 equipos              | Uruguay             | Unión de Rugby del Uruguay                           |
| Zona Ascenso 8 equipos                 | Andina              | Unión Andina de Rugby                                |
| Zona Ascenso 8 equipos                 | Chubut              | Unión de Rugby del Valle del Chubut                  |
| Zona Ascenso 8 equipos                 | Entre Ríos          | Unión Entrerriana de Rugby                           |
| Zona Ascenso 8 equipos                 | Mar del Plata       | Unión de Rugby de Mar del Plata                      |
| Zona Ascenso 8 equipos                 | Nordeste            | Unión de Rugby del Nordeste                          |
| Zona Ascenso 8 equipos                 | Oeste               | Unión de Rugby del Oeste de Buenos Aires             |
| Zona Ascenso 8 equipos                 | San Juan            | Unión Sanjuanina de Rugby                            |
| Zona Ascenso 8 equipos                 | Santiago del Estero | Unión Santiagueña de Rugby                           |
| Select 12 (Zona Desarrollo) 12 equipos | Alto Valle          | Unión de Rugby del Alto Valle de Río Negro y Neuquén |
| Select 12 (Zona Desarrollo) 12 equipos | Austral             | Unión de Rugby Austral                               |
| Select 12 (Zona Desarrollo) 12 equipos | Chile               | Federación Deportiva Nacional de Rugby               |
| Select 12 (Zona Desarrollo) 12 equipos | Formosa             | Unión de Rugby de Formosa                            |
| Select 12 (Zona Desarrollo) 12 equipos | Jujuy               | Unión Jujeña de Rugby                                |
| Select 12 (Zona Desarrollo) 12 equipos | Lagos del Sur       | Unión de Rugby de los Lagos del Sur                  |
| Select 12 (Zona Desarrollo) 12 equipos | Misiones            | Unión de Rugby de Misiones                           |
| Select 12 (Zona Desarrollo) 12 equipos | Paraguay            | Unión de Rugby del Paraguay                          |
| Select 12 (Zona Desarrollo) 12 equipos | San Luis            | Unión de Rugby San Luis                              |
| Select 12 (Zona Desarrollo) 12 equipos | Santa Cruz          | Unión Santacruceña de Rugby                          |
| Select 12 (Zona Desarrollo) 12 equipos | Sur                 | Unión de Rugby del Sur                               |
| Select 12 (Zona Desarrollo) 12 equipos | Tierra del Fuego    | Unión de Rugby de Tierra del Fuego                   |

En cursiva los seleccionados internacionales invitados.

## Zona Campeonato
|  | Cuartos de final | Cuartos de final | Cuartos de final |         |              | Semifinales     | Semifinales     | Semifinales     |  |              | Final           | Final           | Final           |  |
|  | 13 de noviembre  | 13 de noviembre  | 13 de noviembre  |         |              | 16 de noviembre | 16 de noviembre | 16 de noviembre |  |              | 19 de noviembre | 19 de noviembre | 19 de noviembre |  |
|  |                  |                  |                  |         |              |                 |                 |                 |  |              |                 |                 |                 |  |
|  |                  |                  |                  |         |              |                 |                 |                 |  |              |                 |                 |                 |  |
|  | Buenos Aires     | Buenos Aires     | 86               |         |              |                 |                 |                 |  |              |                 |                 |                 |  |
|  | Buenos Aires     | Buenos Aires     | 86               |         |              |                 |                 |                 |  |              |                 |                 |                 |  |
|  | Uruguay          | Uruguay          | 3                |         |              |                 |                 |                 |  |              |                 |                 |                 |  |
|  | Uruguay          | Uruguay          | 3                |         | Buenos Aires | Buenos Aires    | 31              |                 |  |              |                 |                 |                 |  |
|  |                  |                  |                  |         | Buenos Aires | Buenos Aires    | 31              |                 |  |              |                 |                 |                 |  |
|  |                  |                  | Rosario          | Rosario | 17           |                 |                 |                 |  |              |                 |                 |                 |  |
|  | Rosario          | Rosario          | Rosario          | Rosario | 17           | 21              |                 |                 |  |              |                 |                 |                 |  |
|  | Rosario          | Rosario          |                  |         |              |                 |                 |                 |  |              |                 |                 |                 |  |
|  | Salta            | Salta            | 0                |         |              |                 |                 |                 |  |              |                 |                 |                 |  |
|  | Salta            | Salta            | 0                |         |              |                 |                 |                 |  | Buenos Aires | Buenos Aires    | 12              |                 |  |
|  |                  |                  |                  |         |              |                 |                 |                 |  | Buenos Aires | Buenos Aires    | 12              |                 |  |
|  |                  |                  | Cuyo             | Cuyo    | 26           |                 |                 |                 |  |              |                 |                 |                 |  |
|  | Córdoba          | Córdoba          | Cuyo             | Cuyo    | 26           | 47              |                 |                 |  |              |                 |                 |                 |  |
|  | Córdoba          | Córdoba          |                  |         |              |                 |                 |                 |  |              |                 |                 |                 |  |
|  | Santa Fe         | Santa Fe         | 7                |         |              |                 |                 |                 |  |              |                 |                 |                 |  |
|  | Santa Fe         | Santa Fe         | 7                |         | Córdoba      | Córdoba         | 20              |                 |  |              |                 |                 |                 |  |
|  |                  |                  |                  |         | Córdoba      | Córdoba         | 20              |                 |  |              |                 |                 |                 |  |
|  |                  |                  | Cuyo             | Cuyo    | 23           |                 |                 |                 |  |              |                 |                 |                 |  |
|  | Cuyo             | Cuyo             | Cuyo             | Cuyo    | 23           | 23              |                 |                 |  |              |                 |                 |                 |  |
|  | Cuyo             | Cuyo             |                  |         |              |                 |                 |                 |  |              |                 |                 |                 |  |
|  | Tucumán          | Tucumán          | 19               |         |              |                 |                 |                 |  |              |                 |                 |                 |  |
|  | Tucumán          | Tucumán          | 19               |         |              |                 |                 |                 |  |              |                 |                 |                 |  |
|  |                  |                  |                  |         |              |                 |                 |                 |  |              |                 |                 |                 |  |

### Cuartos de final
| 13 de noviembre | Buenos Aires | 86 - 3  | Uruguay | San Ignacio Rugby, Mar del Plata |  |
|                 |              | Reporte |         |                                  |  |

| 13 de noviembre | Rosario | 21 - 0  | Salta | San Ignacio Rugby, Mar del Plata |  |
|                 |         | Reporte |       |                                  |  |

| 13 de noviembre | Córdoba | 47 - 7  | Santa Fe | San Ignacio Rugby, Mar del Plata |  |
|                 |         | Reporte |          |                                  |  |

| 13 de noviembre | Cuyo | 23 - 19 | Tucumán | San Ignacio Rugby, Mar del Plata |  |
|                 |      | Reporte |         |                                  |  |

### Semifinales
Semifinales 1.° al 4.° puesto
| 16 de noviembre | Buenos Aires | 31 - 17 | Rosario | San Ignacio Rugby, Mar del Plata |  |
|                 |              | Reporte |         |                                  |  |

| 16 de noviembre | Córdoba | 20 - 23 | Cuyo | San Ignacio Rugby, Mar del Plata |  |
|                 |         | Reporte |      |                                  |  |

Semifinales 5.° al 8.° puesto
| 16 de noviembre | Uruguay | 18 - 33 | Salta | San Ignacio Rugby, Mar del Plata |  |
|                 |         | Reporte |       |                                  |  |

| 16 de noviembre | Santa Fe | 11 - 37 | Tucumán | San Ignacio Rugby, Mar del Plata |  |
|                 |          | Reporte |         |                                  |  |

### Finales
Final
| 19 de noviembre | Buenos Aires | 12 - 26 | Cuyo | San Ignacio Rugby, Mar del Plata |  |
|                 |              | Reporte |      |                                  |  |

Final 3.° puesto
| 19 de noviembre | Rosario | 27 - 18 | Córdoba | San Ignacio Rugby, Mar del Plata |  |
|                 |         | Reporte |         |                                  |  |

Final 5.° puesto
| 19 de noviembre | Salta | 29 - 28 | Tucumán | San Ignacio Rugby, Mar del Plata |  |
|                 |       | Reporte |         |                                  |  |

Final Descenso
| 19 de noviembre | Uruguay | 20 - 18 | Santa Fe | San Ignacio Rugby, Mar del Plata |  |
|                 |         | Reporte |          |                                  |  |

| Bandera de la Provincia de Mendoza |
| Cuyo Campeón Zona Campeonato       |

## Zona Ascenso
|  | Cuartos de final    | Cuartos de final    | Cuartos de final    |                     |               | Semifinales     | Semifinales     | Semifinales     |  |            | Final           | Final           | Final           |  |
|  | 13 de noviembre     | 13 de noviembre     | 13 de noviembre     |                     |               | 16 de noviembre | 16 de noviembre | 16 de noviembre |  |            | 19 de noviembre | 19 de noviembre | 19 de noviembre |  |
|  |                     |                     |                     |                     |               |                 |                 |                 |  |            |                 |                 |                 |  |
|  |                     |                     |                     |                     |               |                 |                 |                 |  |            |                 |                 |                 |  |
|  | Mar del Plata       | Mar del Plata       | 55                  |                     |               |                 |                 |                 |  |            |                 |                 |                 |  |
|  | Mar del Plata       | Mar del Plata       | 55                  |                     |               |                 |                 |                 |  |            |                 |                 |                 |  |
|  | Andina              | Andina              | 0                   |                     |               |                 |                 |                 |  |            |                 |                 |                 |  |
|  | Andina              | Andina              | 0                   |                     | Mar del Plata | Mar del Plata   | 7               |                 |  |            |                 |                 |                 |  |
|  |                     |                     |                     |                     | Mar del Plata | Mar del Plata   | 7               |                 |  |            |                 |                 |                 |  |
|  |                     |                     | Entre Ríos          | Entre Ríos          | 10            |                 |                 |                 |  |            |                 |                 |                 |  |
|  | Entre Ríos          | Entre Ríos          | Entre Ríos          | Entre Ríos          | 10            | 34              |                 |                 |  |            |                 |                 |                 |  |
|  | Entre Ríos          | Entre Ríos          |                     |                     |               |                 |                 |                 |  |            |                 |                 |                 |  |
|  | Nordeste            | Nordeste            | 19                  |                     |               |                 |                 |                 |  |            |                 |                 |                 |  |
|  | Nordeste            | Nordeste            | 19                  |                     |               |                 |                 |                 |  | Entre Ríos | Entre Ríos      | 36              |                 |  |
|  |                     |                     |                     |                     |               |                 |                 |                 |  | Entre Ríos | Entre Ríos      | 36              |                 |  |
|  |                     |                     | San Juan            | San Juan            | 7             |                 |                 |                 |  |            |                 |                 |                 |  |
|  | San Juan            | San Juan            | San Juan            | San Juan            | 7             | 34              |                 |                 |  |            |                 |                 |                 |  |
|  | San Juan            | San Juan            |                     |                     |               |                 |                 |                 |  |            |                 |                 |                 |  |
|  | Chubut              | Chubut              | 20                  |                     |               |                 |                 |                 |  |            |                 |                 |                 |  |
|  | Chubut              | Chubut              | 20                  |                     | San Juan      | San Juan        | 24              |                 |  |            |                 |                 |                 |  |
|  |                     |                     |                     |                     | San Juan      | San Juan        | 24              |                 |  |            |                 |                 |                 |  |
|  |                     |                     | Santiago del Estero | Santiago del Estero | 19            |                 |                 |                 |  |            |                 |                 |                 |  |
|  | Santiago del Estero | Santiago del Estero | Santiago del Estero | Santiago del Estero | 19            | 43              |                 |                 |  |            |                 |                 |                 |  |
|  | Santiago del Estero | Santiago del Estero |                     |                     |               |                 |                 |                 |  |            |                 |                 |                 |  |
|  | Oeste               | Oeste               | 14                  |                     |               |                 |                 |                 |  |            |                 |                 |                 |  |
|  | Oeste               | Oeste               | 14                  |                     |               |                 |                 |                 |  |            |                 |                 |                 |  |
|  |                     |                     |                     |                     |               |                 |                 |                 |  |            |                 |                 |                 |  |

### Cuartos de final
| 13 de noviembre | Mar del Plata | 55 - 0  | Andina | San Ignacio Rugby, Mar del Plata |  |
|                 |               | Reporte |        |                                  |  |

| 13 de noviembre | Entre Ríos | 34 - 19 | Nordeste | San Ignacio Rugby, Mar del Plata |  |
|                 |            | Reporte |          |                                  |  |

| 13 de noviembre | San Juan | 34 - 20 | Chubut | San Ignacio Rugby, Mar del Plata |  |
|                 |          | Reporte |        |                                  |  |

| 13 de noviembre | Santiago del Estero | 43 - 14 | Oeste | San Ignacio Rugby, Mar del Plata |  |
|                 |                     | Reporte |       |                                  |  |

### Semifinales
Semifinales 9.° al 12.° puesto
| 16 de noviembre | Mar del Plata | 7 - 10  | Entre Ríos | San Ignacio Rugby, Mar del Plata |  |
|                 |               | Reporte |            |                                  |  |

| 16 de noviembre | San Juan | 24 - 19 | Santiago del Estero | San Ignacio Rugby, Mar del Plata |  |
|                 |          | Reporte |                     |                                  |  |

Semifinales 13.° al 16.° puesto
| 16 de noviembre | Andina | 15 - 36 | Nordeste | San Ignacio Rugby, Mar del Plata |  |
|                 |        | Reporte |          |                                  |  |

| 16 de noviembre | Chubut | 31 - 22 | Oeste | San Ignacio Rugby, Mar del Plata |  |
|                 |        | Reporte |       |                                  |  |

### Finales
Final Ascenso
| 19 de noviembre | Entre Ríos | 36 - 7  | San Juan | San Ignacio Rugby, Mar del Plata |  |
|                 |            | Reporte |          |                                  |  |

Final 11.° puesto
| 19 de noviembre | Mar del Plata | 27 - 19 | Santiago del Estero | San Ignacio Rugby, Mar del Plata |  |
|                 |               | Reporte |                     |                                  |  |

Final 13.° puesto
| 19 de noviembre | Nordeste | 15 - 19 | Chubut | San Ignacio Rugby, Mar del Plata |  |
|                 |          | Reporte |        |                                  |  |

Final Descenso
| 19 de noviembre | Andina | 3 - 11  | Oeste | San Ignacio Rugby, Mar del Plata |  |
|                 |        | Reporte |       |                                  |  |

| Bandera de la Provincia de Entre Ríos |
| Entre Ríos Campeón Zona Ascenso       |

## Zona Desarrollo (Select 12)
La Unión de Rugby del Alto Valle de Río Negro y Neuquén se quedó con su primer título al vencer 20-0 en la final de la Copa de Oro al seleccionado invitado de Chile.
| 1.°  | Alto Valle       | 4 | 0 | 0 | 153 | 6   | +147 |
| 2.°  | Chile            | 3 | 0 | 1 | 105 | 34  | +69  |
| 3.°  | Sur              | 3 | 0 | 1 | 111 | 29  | +82  |
| 4.°  | Austral          | 2 | 0 | 2 | 54  | 66  | -12  |
| 5.°  | Lagos del Sur    | 3 | 0 | 1 | 82  | 50  | +32  |
| 6.°  | Paraguay         | 2 | 0 | 2 | 83  | 57  | +26  |
| 7.°  | San Luis         | 2 | 0 | 2 | 29  | 52  | -23  |
| 8.°  | Misiones         | 1 | 0 | 3 | 29  | 62  | -33  |
| 9.°  | Tierra del Fuego | 2 | 0 | 2 | 63  | 49  | +14  |
| 10.° | Formosa          | 1 | 0 | 3 | 52  | 97  | -45  |
| 11.° | Jujuy            | 1 | 0 | 3 | 32  | 109 | -77  |
| 12.° | Santa Cruz       | 0 | 0 | 4 | 14  | 196 | -182 |

|  | Campeón Copa de Oro y asciende a Zona Ascenso 2023. |
|  | Campeón Copa de Plata.                              |
|  | Campeón Copa de Bronce.                             |

|                              |
| Alto Valle Campeón Select 12 |
| Primer título                |